# Himalcoelotes brignolii
Himalcoelotes brignolii là một loài nhện trong họ Amaurobiidae.
Loài này thuộc chi Himalcoelotes. Himalcoelotes brignolii được Jia-Fu Wang miêu tả năm 2002.